# Flughafen Kindu

i7
i11
i13
Der Flughafen Kindu (französisch Aéroport de Kindu, IATA-Code: KND, ICAO-Code: FZOA) ist ein nationaler Flughafen nahe der Stadt Kindu in der Provinz Maniema der Demokratischen Republik Kongo. Der Flughafen wird von der kongolesischen Regierung betrieben. Von Juni 2003 bis Juni 2004 waren Soldaten der schwedischen Luftwaffe auf dem Flughafen stationiert, um den Wiederaufbau des Landes nach dem Ende des zweiten Kongokrieges (1998–2003) zu unterstützen.

## Zwischenfälle
- Am 10. Oktober 1988 wurde eine Boeing 727-30 der Lignes Aériennes Congolaises (Luftfahrzeugkennzeichen 9Q-CSG) drei Minuten nach dem Start vom Flughafen Kindu von Rebellen mit einer Rakete des russischen Typs SA-7 abgeschossen. Der Kapitän versuchte noch, eine Notlandung durchzuführen, jedoch ging die Kontrolle verloren und das Flugzeug stürzte in dichten Dschungel. Alle 41 Insassen wurden getötet.[6]